# F-19
F-19 — це позначення гіпотетичного американського винищувача, яке ніколи не було офіційно визнано, і викликало багато припущень, що воно може ставитися до типу літака, існування якого досі засекречене.

## Історія
Після уніфікації системи нумерації в 1962 році винищувачі США позначалися послідовними номерами, починаючи з F-1 Fury. F-13 ніколи не був призначений винищувачу через трискайдекафобію, хоча раніше це позначення використовувалося для розвідувальної версії B-29. Після F/A-18 Hornet наступним анонсованим літаком став YF-20 Tigershark. ВПС США запропонували для винищувача позначення F-19, але замість цього Northrop Grumman запропонував «F-20». Повітряні сили США нарешті затвердили позначення F-20 у 1982 році. Істина за цим стрибком у цифрах полягає в тому, що Northrop застосував позначення «YF-20», оскільки вони хотіли парне число, щоб виділитися з радянських непарних позначень. Незважаючи на це, позначення YF-17 та YF-23 не були пропущені (хоча YF-20, YF-17 та YF-23 всі були прототипами і не увійшли в фазу виробництва).
Сполучені Штати Америки отримали перший винищувач-невидимку Lockheed F-117 у 1982 році. Протягом десятиліття в багатьох новинних публікаціях журналісти та експерти обговорювали те, що вони називали «F-19». Корпорація Тестор виготовила масштабну модель F-19. Компанія мала десятиліття досвіду виробництва високодеталізованих моделей, які купували пілоти та аерокосмічні інженери, а також використовувала свої джерела серед військових і оборонних підрядників США. Вечірні новини CBS Evening News з Деном Резером та інші ЗМІ обговорювали цю модель після її представлення в січні 1986 року. Коли справжній літак-невидимка розбився в Каліфорнії в липні 1986 року, у теленовинах використовували цю модель для її зображення. Представник Рон Вайден запитав у голови корпорації «Lockheed», чому літак, який конгресмени не могли побачити, продали як моделі літака. Реклама допомогла зробити модель найбільш продаваною моделлю літака всіх часів, але насправді вона не була схожа на F-117, що, безсумнівно, сподобалося тим, хто працював із справжніми секретними літаками.  Позначення F-117 було публічно оприлюднене разом із справжнім літаком у листопаді 1988 року.

## Відомі появи в ЗМІ
- У 1986 році корпорація Testor випустила модель літака, назвавши його «F-19 Stealth Fighter».[1][4][5] Набір вважається найбільш продаваним пластиковим комплектом моделі всіх часів.[6]
- Як і корпорація Testor, моделі Monogram також випустили «F-19A Spectre», який був заснований на дизайні Loral Inc.[7]
- У своєму романі 1986 року Red Storm Rising Том Кленсі описав «F-19A Ghostrider» (названий пілотами та екіпажем «Фрізбі») як секретну зброю, яка використовується для боротьби з радянським вторгненням у Німеччину.[1]
- F-19 був альтернативним режимом персонажа-десептикона Віспера в серії коміксів Marvel Comics Transformers під час епохи Transformers: Generation 1.[8][9]
- Toyline Ring Raiders, вироблені компанією «Matchbox», багаторазово використовували F19 та F19A. Головний герой Віктор Вектор літав на персональному F19 під назвою Victory 1! Антагоністичний пілот Головоріз використовував F19A з позначенням Bayonet. У так званих «Wing Packs», в яких кожен головний пілот отримав власну ескадрилью, винищувачі F19 і F19A входили до багатьох наборів.
- Testors F-19 ненадовго з'являється в анімаційному дебюті телешоу «Beyond 2000».
- Jane's Information Group опублікувала неправильний запис про F-19 у своєму авіаційному довіднику Jane's All the World's Aircraft 1986—1987. На додаток до вигаданих ілюстрацій, у виданнях 1987—1988 та 1988—1989 років цей літак іменується як «Lockheed 'RF-19'» та «XST».[10]
- F-19 з'являється в Dan Dare як низькопрофільний пенетратор «Mark Two Stealth», на якому полковник Ден Дейр літав на щорічному аерокосмічному шоу Космічного флоту і якого Дігбі прозвав «грязьовий двигун». Модифікований дизайн «F-19» з ретрофутуристичною кабіною також використовується як частина демонстраційного краш-тесту планера на виставці.[11]
- Компанія «MicroProse» випустила відеогру 1987 року Project Stealth Fighter 1987 року та наступну гру F-19 Stealth Fighter 1988/1990 років, обидві демонструють уявлення про можливості F-19 з ілюстрацією на основі комплекту моделей Testor Corporation.
- У 1988 році в лінійці іграшок GI Joe був випущений F-19 під назвою «X-19 Phantom». Комплект включав пілота під кодовою назвою Ghostrider. Іграшка GI Джо: справжній американський герой «Phantom X-19» була практично заснована на моделі Testor.[12]
- У відеогрі Air Diver 1990 року був представлений «F-119D Stealth Fighter», який дуже нагадував модель F-19 Monogram.[13]
- У відеогрі 1989 року David Wolf: Secret Agent розповідається про зникнення винищувача-невидимки SF-2a «Shadowcat», зовнішній вигляд якого приблизно базувався на моделі Testor. Те ж саме відбувається в грі Operation Stealth 1990 року.